# Símbols de la Vila Joiosa
L'escut, la bandera i l'emblema de la Vila Joiosa són els símbols representatius oficials de la Vila Joiosa, municipi del País Valencià, a la comarca de la Marina Baixa.

## Escut heràldic
L'escut oficial té el següent blasonament:
| « | D'atzur, el tot sostingut d'ones d'argent i atzur, un veler d'argent contornat, abanderat en popa, acompanyat de dues torres del mateix, merletades i maçonades, i somat d'un escussó caironat, d'or amb quatre pals de gules. Per timbre, corona reial tancada. | » |

## Bandera
La bandera oficial té la següent descripció:
| « | Bandera de proporcions 2:3. De groc, quatre pals rojos horitzontals. Al centre, escut de la vila, sense timbre. L’escut ocuparà el 45 % de l’ample de la bandera. | » |

## Emblema
L'emblema oficial te la següent descripció:
| « | Escut caironat amb quatre pals rojos sobre fons daurat en els dos terços superiors i tres ones d’atzur en camper d’argent en el terç inferior amb totes les seues prerogatives, basat en el segell del Justícia. | » |

## Història

### Rehabilitació de l'escut
En març de 1972 l'Alcaldia sol·licità al Ministeri de la Governació la formalització de les medalles de la ciutat amb l'escut del municipi. El Director General de l'Administració Local respongué indicant la necessitat d'un informe amb els antecedents històrics i una memòria descriptiva elaborada per un cronista o rei d'armes.
En Pere Maria Orts i Bosch informà per carta, el 7 de maig de 1973, a l'Alcalde en Jerónimo Romà, que s'hauria d'emprar per a l'escut la corona reial d'Aragó i València i, a més, li indicà que d'acord amb les capitulacions de 1443 per les quals s'incorporava la Vila Joiosa a la Corona, tenia dret a bandera pròpia. Aquesta carta es llegí a la Comissió Municipal Permanent de 14 de juny amb en Pere Maria Orts present, on li indicaren que expliqués quins eren el colors d'aquesta bandera. Respongué el 22 de juliol: «...la bandera de la Vila Joiosa es el estendard reial de Valencia, és a dir, sobre camper d'or quatre barres roges o de gules, brodant al centre l'escut propi de la Vila.»
El 4 de desembre de 1974 es rebé l'informe del cronista i rei d'armes en Vicente de Cadenas y Vicent, on indicava que només havia trobat les empremtes de 1876 d'un segell, a la secció de sigil·lografia de l'Arxiu Històric Nacional (AHN); i proposava un escut amb corona tancada. Es donà compte d'aquest informe a la Comissió Permanent de 20 de febrer de 1975 i al Plenari de 6 de març i s'acordà prosseguir amb el procediment. L'informe s'exposà públicament durant un mes des de 7 de maig, sense cap reclamació.

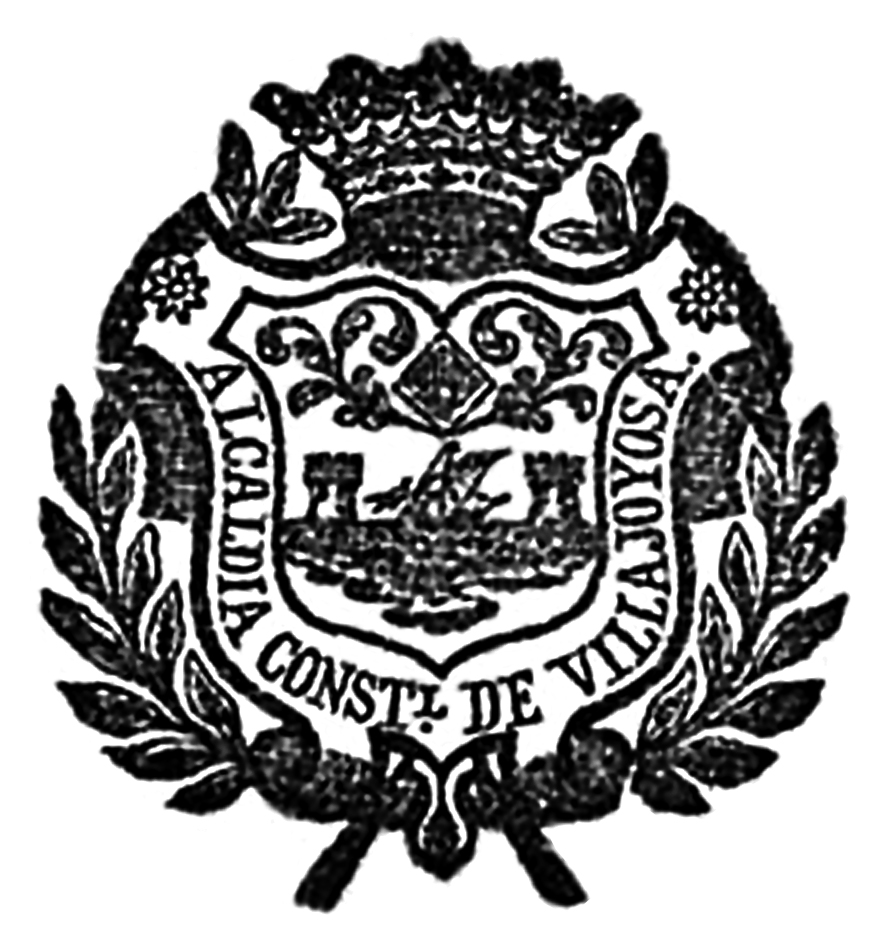
Empremta de 1876, AHN.

La Reial Acadèmia de la Història (RAH) emetí el seu informe preceptiu el 25 de juliol de 1976; i el Plenari l'acceptà el 5 d'agost. L'escut fou rehabilitat per Reial Decret de 29 d'octubre de 1976 del Consell de Ministres.
El 1980 s'aprovà una moció per tal de canviar la corona reial tancada per la que correspon al pobles que formaren part de l'antiga Corona d'Aragó, això és, oberta. Però el procediment quedà paralitzat ja que tant el Consell del País Valencià (Director General d'Interior) com el Govern d'Espanya (Subdirector General de Patrimoni Artístic) es declararen incompetents. Finalment, i després que el Ple de l'Ajuntament acordara la modificació de l'escut en sessions del 17 de març de 2022 i del 26 de gener de 2023, la corona reial tancada fou canviada per corona reial oberta mitjançant Resolució d'11 de setembre de 2023, de la Presidència de la Generalitat (DOGV núm. 9695, de 2 d'octubre de 2023).

### Aprovació de la bandera

Versió de la bandera amb l'escut timbrat amb corona tancada, usada des de 1979.

La Vila Joiosa té dret a bandera pròpia d'acord amb les capitulacions per a la incorporació de la Vila a la Corona, realitzades en 1443 davant la reina i lloctinenta general del Regne de València, na Maria, esposa del Rei n'Alfons el Magnànim:
| « | ...que unida la dita jurisdicció a la real corona en senyal de hunio a la dita corona la dita comunitat de Vila Joyosa faça o puxa fer quan voldra bandera reial ab senyal de la dita vila en mig de la dita bandera. Plau a la senyora reina lochtinent general. | » |

El Ple de l'Ajuntament, aprovà per unanimitat en sessió de 5 de juliol de 1979 onejar al balcó consistorial i en tots els actes oficials la Senyera reial del reis d'Aragó, o Senyera del País Valencià, amb el privilegi d'inserir l'Escut de la Ciutat en la Bandera.
Posteriorment, l'any 2022, es va aprovar adequar la bandera a la normativa d'acord amb els criteris del Consell Tècnic d'Heràldica i Vexil·lologia de la Generalitat Valenciana, la qual cosa implicava que l'escut no tinguera corona. La bandera fou aprovada finalment per Resolució de 6 d’agost de 2024, de la Presidència de la Generalitat (DOGV núm. 9936, de 13 de setembre de 2024).

### Adopció de l'emblema
El 17 de març de 2022 el Ple de l'Ajuntament aprovà per unanimitat i com a proposta conjunta de tota la corporació, tres qüestions principals:
1. Iniciar un expedient de modificació de l'escut per tal de canviar el timbre per una corona reial oberta, d'acord amb la normativa valenciana.
2. Iniciar un expedient d'adopció de la bandera municipal per adequar-lo a la normativa valenciana.
3. L'adopció com a emblema oficial de l'escut caironat amb quatre pals rojos sobre fons daurat en els dos terços superiors i tres ones d’atzur en camper d’argent en el terç inferior amb totes les seues prerrogatives, basat en el segell del Justícia.
En els anys anteriors a aquest acord es van fer dues troballes de l'escut utilitzat pels Justícies de la Vila Joiosa al segle XV. Es tractava de dues empremtes d'un segell del Justícia de la Vila, en sengles cartes adreçades, una de 1464, al Justícia de Cocentaina; i l'altra de 1488, al Justícia de Bocairent. El costum era que els Justícies utilitzaren com a segell les armories de la ciutat.

Escut amb corona reial tancada, oficial entre 1976 i 2023.
L'emblema, segons el dibuix que hi figura a l'Acord d'adopció.
L'emblema, sense timbre, segons la descripció.